# مناخ الأردن

خريطة الأردن بحسب تصنيف كوبن للمناخ

مناخ الأردن هو مزيج من مناخي حوض البحر الأبيض المتوسط والمناخ الصحراوي، حيث يسود مناخ حوض المتوسط في المناطق الشمالية والغربية من البلاد، بينما يسود المناخ الصحراوي في غالبية البلاد. وبشكل عام، فإن الطقس حار وجاف في الصيف ولطيف ورطب في الشتاء. هناك تنوع مناخي في الأردن حيث يسود المناخ المداري الجاف في وادي الأردن ، مناخ المعتدل الدافئ الذي يسود في المرتفعات الجبلية، مناخ البحر الموسط الذي يسود في المرتفعات الجبلية كذلك.
مناخ البحر المتوسط البارد الذي يسود في قمم الجبال العالية مثل عجلون، المناخ الصحراوي الجاف في البادية الشرقية.  تتراوح معدلات درجات الحرارة السنوية بين 12-15 درجة مئوية وتصل في حدها الأعلى صيفا إلى الأربعينات في المناطق الصحراوية. ويتراوح معدل سقوط الأمطار من 50 ملم سنويا في الصحراء إلى حوالي 580 ملم في المرتفعات الشمالية تتساقط الثلوج على فترات قليلة على معظم المرتفعات الجبلية في شمال ووسط وجنوب المملكة وتكون غزيرة جدا ومتراكمة في بعض الأحيان.